# 웨스턴 불도그스
웨스턴 불도그스(영어: Western Bulldogs)는 오스트레일리안 풋볼 리그 (AFL)에 소속된 오스트레일리아의 오스트레일리안 풋볼 클럽이다. 빅토리아주 멜버른에 연고지를 두고 있으며, 도클랜즈 스타디움와 유레카 스타디움을 구장으로 사용한다.

## 같이 보기
- 오스트레일리안 풋볼 리그